# بوخ، گایسلدورف
بوخ (به آلمانی: Buch-Geiseldorf) یک شهر در اتریش است که در Buch-Sankt Magdalena واقع شده‌است. بوخ ۱۴٫۵۹ کیلومتر مربع مساحت دارد ۳۱۴ متر بالاتر از سطح دریا واقع شده‌است.